# Équipe du Kenya féminine de volley-ball
L'équipe du Kenya féminine de volley-ball est composée des meilleures joueuses kényanes sélectionnées par la Fédération kényane de volley-ball (Kenya Volleyball Association, KVA). Elle est actuellement classée au 22e rang de la Fédération internationale de volley-ball au 25 août 2023.

## Sélection actuelle
Sélection pour les qualifications aux championnats du monde 2010.
Entraîneur :  David Lungaho ; entraîneur-adjoint :  Paul Gitau

## Palmarès et parcours

### Palmarès
- Championnat d'Afrique de volley-ball féminin (10) :
  - Vainqueur : 1991, 1993, 1995, 1997, 2005, 2007, 2011, 2013, 2015, 2023
  - Finaliste : 2003, 2017, 2019, 2021
- Jeux africains (3) : 
  - 1991:  
  - 1995:  
  - 1999:  
  - 1987:  
  - 2003:  
  - 2007:  
  - 2011:

### Parcours

#### Championnat du monde de volley-ball féminin
| - 1952 : non participant - 1956 : non participant - 1960 : non participant - 1962 : non participant - 1967 : Non qualifié - 1970 : Non qualifié - 1974 : Non qualifié - 1978 : Non qualifié - 1982 : Non qualifié - 1986 : Non qualifié | - 1990 : Non qualifié - 1994 : 16e - 1998 : 14e - 2002 : 23e - 2006 : 23e - 2010 : 24e - 2014 : Non qualifié |

#### Jeux Olympiques
| - 1964 : Non qualifié - 1968 : Non qualifié - 1972 : Non qualifié - 1976 : Non qualifié - 1980 : Non qualifié - 1984 : Non qualifié - 1988 : Non qualifié - 1992 : Non qualifié - 1996 : Non qualifié - 2000 : 11e | - 2004 : 12e - 2008 : Non qualifié - 2012 : Non qualifié |

#### Coupe du monde
| - 1973 : Non qualifiée - 1977 : Non qualifiée - 1981 : Non qualifiée - 1985 : Non qualifiée - 1989 : Non qualifiée - 1991 : 12e - 1995 : 11e - 1999 : Non qualifiée - 2003 : Non qualifiée - 2007 : 12e | - 2011 : 12e |

#### Championnat d'Afrique de volley-ball féminin
| - 1976 : non participant - 1985 : non participant - 1987 : non participant - 1989 : 4e - 1991 : Vainqueur - 1993 : Vainqueur - 1995 : Vainqueur - 1997 : Vainqueur - 1999 : Non qualifié - 2001 : Non qualifié - 2003 : Finaliste | - 2005 : Vainqueur - 2007 : Vainqueur - 2009 : Non qualifié - 2011 : Vainqueur - 2013 : Vainqueur - 2015 : Vainqueur - 2017 : Finaliste - 2019 : Finaliste - 2021 : Finaliste - 2023 : Vainqueur |

#### Jeux africains
| - 1978 : non qualifiée - 1987 : Finaliste - 1991 : Vainqueur - 1995 : Vainqueur - 1999 : Vainqueur - 2003 : 3e - 2007 : 3e - 2011 : 3e - 2015 : Vainqueur - 2019 : Vainqueur - 2023 : 3e |